# Behonne
Behonne ist eine Gemeinde im Nordosten Frankreichs mit 603 Einwohnern (Stand: 1. Januar 2022) im Département Meuse in der Region Grand Est (bis 2015 Lothringen).  Die Gemeinde gehört zum Arrondissement Bar-le-Duc und zum Kanton Bar-le-Duc-2. Die Einwohner werden Behonnais genannt.

## Geografie
Behonne liegt etwa zwei Kilometer nordnordöstlich des Stadtzentrums von Bar-le-Duc. Umgeben wird Behonne von den Nachbargemeinden Vavincourt im Norden, Naives-Rosières im Osten, Bar-le-Duc im Süden und Südwesten, Fains-Véel im Westen sowie Chardogne im Nordwesten.

## Bevölkerungsentwicklung
| Jahr                       | 1962 | 1968 | 1975 | 1982 | 1990 | 1999 | 2006 | 2019 |
| Einwohner                  | 333  | 338  | 337  | 818  | 848  | 770  | 698  | 608  |
| Quellen: Cassini und INSEE |      |      |      |      |      |      |      |      |

## Sehenswürdigkeiten
- Kirche Saint-Martin aus dem 15. Jahrhundert mit späteren Umbauten

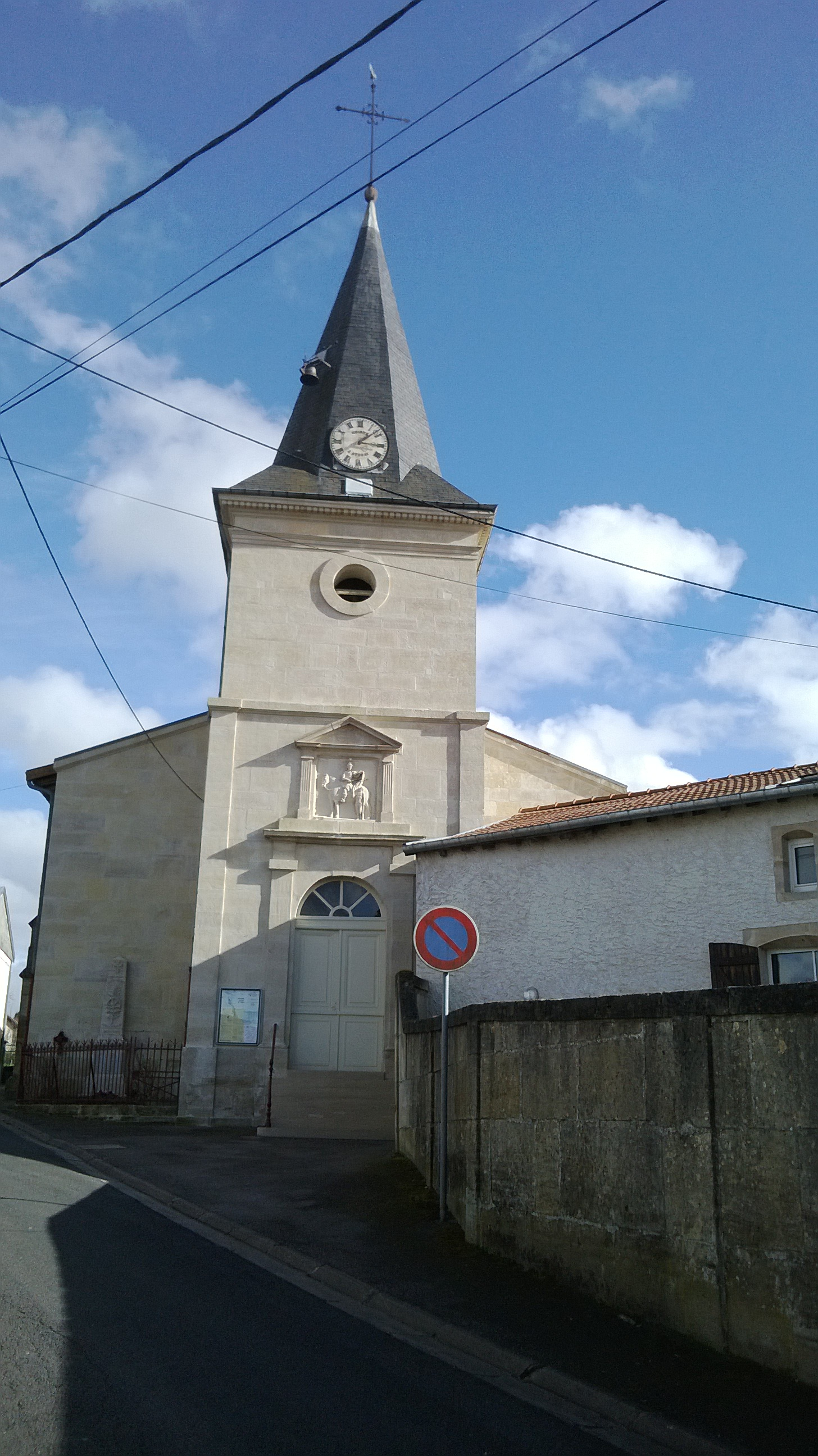
Kirche Saint-Martin

## Denkmäler
- Monument des fusillés an der Route de Vavincourt